# Mișcare rapidă a ochilor

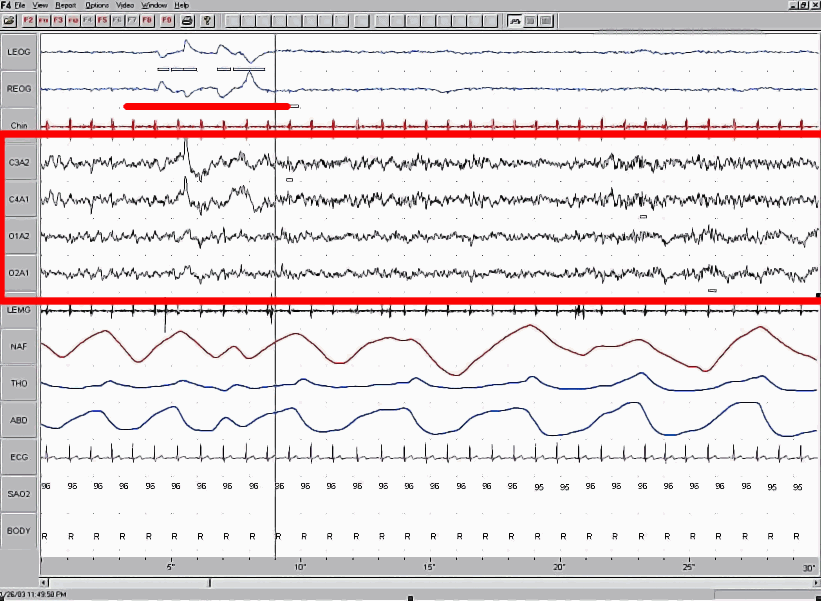
electroencefalogramă reprezentând cu linia roșie faza de somn MRO

Mișcarea rapidă a ochilor (MRO sau REM din engleză: rapid eye movement), sau somnul REM, este faza somnului în care se produc cele mai numeroase și cele mai intense vise. Pe timpul acestei faze a somnului ochii se mișcă repede și activitatea neuronilor creierului este asemănătoare cu cea a stării de veghe pentru care se mai numește și somn paradoxal (din franceză sommeil paradoxal).
În această fază somnul este mai puțin adânc, iar persoanele care se trezesc în această fază a somnului vor fi în stare de alertă,vor tresări și nu se vor simți odihnite. Pe timpul fazei MRO sunt frecvente erecții ale penisului (tumescența peniană nocturnă) sau respectiv ale clitorisului (tumescență clitorală nocturnă), respirația și pulsul sunt neregulate (din nou asemănătoare stării de veghe) iar temperatura corporală nu este bine regulată și tinde să ia valoarea temperaturii mediului înconjurător.
Faza de somn MRO este din punct de vedere atât de peculiară încât celelalte faze de somn sunt numite colectiv ca somn ne-MRO sau somn de unde lente (SUL), acesta din urmă fiind numit așa din cauza lecturii electroencefalogramei.
Pe parcursul unei nopți de somn o persoană prezintă în mod obișnuit patru sau cinci perioade de somn MRO foarte scurte la început și mult mai lungi spre dimineață. Frecvent ne putem trezi pentru câteva clipe la sfârșitul fazei MRO. Timpul total de somn MRO pe timpul unei nopți de somn este în jur de 90-120 minute pentru adulți, în jur de 8 ore pentru nou-născuți și de până la 15 ore pentru fetuși.
Din punct de vedere fiziologic anumiți neuroni din trunchiul cerebral, cunoscuți ca celule ale somnului MRO sunt active pe parcursul acestei faze a somnului și sunt probabil răspunzătoare de crearea lui. Pe timpul somnului MRO se inhibă complet eliberarea anumitor neurotransmițători monoaminici (noradrenalina, serotonina și histamina). Din acest motiv neuronii motori nu sunt stimulați de activitatea cerebrală și mușchii corpului nu se mișcă.
Faza de somn MRO se observă și la alte mamifere. S-a observat că cantitatea de somn MRO pe noapte pentru fiecare specie este strâns legată de stadiul de dezvoltare al nou născuților. Ornitorincul ai cărui pui nou născuți sunt complet dependenți și nu sunt dezvoltați au 8 ore de somn MRO pe noapte, în schimb în cazul delfinilor care se nasc complet funcționali aproape că nu prezintă somn MRO.

## Teorii legate de nevoia și de folosul fazei de somn MRO
Nu s-a dovedit încă funcția somnului MRO chiar dacă s-au emis anumite teorii asupra acestuia.O teorie zice că memoria se consolidează în timpul acestei faze a somnului totuși faptele evidențiază contrariul: în persoanele care nu prezintă somn MRO (din cauza accidentelor cerebrale sau al consumurilor de substanțe adictive) funcțiile memoriei nu se văd afectate.
Altă teorie zice că inhibarea monoaminei este necesară pentru ca receptorii de monoamine ai creierului să-și poată recupera complet sensibilitatea. În mod sigur dacă se întrerupe în mod repetat faza de somn MRO individul va răspunde cu un somn MRO mai lung următoarea dată. Dacă se întrerupe somnul MRO se pot îmbunătăți anumite tipuri de depresii. Se pare că depresia este cauzată de un dezechilibru de anumiți neurotransmițători, cum ar fi seotonina.
Potrivit celei de-a treia teorii, somnul MRO la nou-născuți oferă stimularea neuronală necesară pentru a se maturiza conexiunile neuronale, din această cauză animalele care se nasc mature nu au nevoie de ea. În sprijinul acestei teorii vine faptul că indivizii în timp ce îmbătrânesc au din ce în ce mai puțin somn MRO.
Relaționarea dintre vise și faza somnului MRO a fost descoperită de Eugene Aserinsky și Nathaniel Kleitman în 1953.